# エリーザベト・フォン・ベーメン
エリーザベト・フォン・ベーメン（Elisabeth von Böhmen）またはエリーザベト・フォン・ルクセンブルク（Elisabeth von Luxemburg, 1358年 - 1373年）は、神聖ローマ皇帝兼ボヘミア王カール4世と3番目の妃アンナ・シフィドニツカの娘。父方の祖母エリシュカ・プシェミスロヴナ（ドイツ名エリーザベト）にちなんで名付けられた。同母弟にローマ王兼ボヘミア王ヴェンツェル、異母弟にローマ皇帝兼ボヘミア王兼ハンガリー王ジギスムントがいる。

## 生涯
1366年、8歳でオーストリア公アルブレヒト3世と結婚した。なお、アルブレヒト3世の兄ルドルフ4世（前年に死去）がエリーザベトの異母姉カタリーナ（1342年 - 1395年）と結婚していた。エリーザベトは1373年に15歳で早世し、子供を残さなかった。アルブレヒト3世はその後、ニュルンベルク城伯フリードリヒ5世の娘ベアトリクスと結婚して一男アルブレヒト4世をもうけた。その息子アルブレヒト5世はエリーザベトの死後に生まれた同名の姪と結婚し、義父ジギスムントの後継者となった。また、同名のもう一人の姪（異母弟ゲルリッツ公ヨハンの娘）はルクセンブルク家最後のルクセンブルク領主となった。

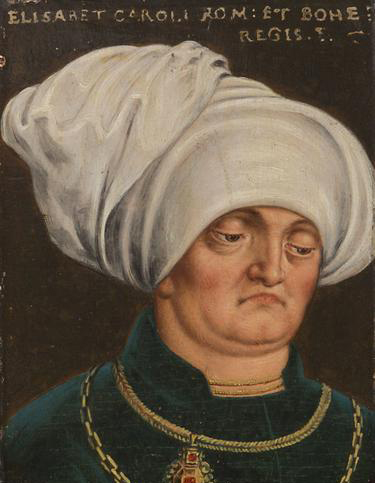
エリーザベト・フォン・ベーメン